# Л'Ил Кадио
Л'Ил Кадио (на френски: L'Île-Cadieux) е село и община в Канада, провинция Квебек, регион Монтережи.
Селото има 105 жители през 2011 г.